# Mary Anne MacLeod Trump
Mary Anne MacLeod Trump (* 10. Mai 1912 in Tong auf Lewis and Harris, Schottland; † 7. August 2000 in New Hyde Park, New York) war die Mutter von Donald Trump, dem 45. und 47. Präsidenten der Vereinigten Staaten. Ihre Herkunft wurde 2016 zum Politikum, nachdem ihr Sohn Donald im Vorfeld der Präsidentschaftswahl behauptet hatte, eingewanderte Niedriglöhner würden das Lohnniveau in den USA drücken und die Erwerbslosigkeit erhöhen.

## Leben
Mary Anne MacLeod (schottisch-gälisch Màiri Anna NicLeòid) wuchs in ärmlichen Verhältnissen in dem kleinen Fischerdorf Tong an der Ostküste der schottischen Hebriden-Insel Lewis and Harris auf. Sie war das jüngste der zehn Kinder von Mary und Malcolm MacLeod. Ihr Vater (1866–1954) war Fischer und Kleinbauer (Crofter). Ihre Muttersprache war Schottisch-Gälisch; Englisch lernte sie erst in der Schule. Nach einer eigenen Angabe verließ sie die Schule wohl mit 14 Jahren; über eine Berufsausbildung ist nichts bekannt.
Mit 17 Jahren wanderte sie 1930 nach New York aus, wo sie am Tag nach ihrem 18. Geburtstag an Bord des britischen Ozeandampfers RMS Transylvania ankam. Dort wohnte sie  bei ihrer schon früher ausgewanderten Schwester Catherine Reid auf Long Island und arbeitete als Dienstmädchen. Catherine war bereits 1921 emigriert, nachdem die Geburt einer unehelichen Tochter in dem streng religiös geprägten Dorf Tong (Freie Presbyterianische Kirche) einen Skandal ausgelöst hatte, und hatte einen aus Schottland stammenden Butler geheiratet. Zwei weitere Schwestern lebten ebenfalls schon in den USA. Als Mary Anne die Reise antrat, konstatierte die Stornoway Gazette einen „Exodus junger Leute“ aus der Region.
In den frühen 1930er Jahren lernte Mary Anne MacLeod den Unternehmer Fred C. Trump kennen, und spätestens 1935 wohnte sie bei den Trumps im New Yorker Stadtteil Queens. 1936 heirateten sie in einem kleinen Kreis, wozu auch ihre in den USA lebenden Schwestern und deren Ehemänner gehörten, die wie sie selbst Einwanderer waren und als Dienstmädchen und Diener arbeiteten. Das Paar hatte fünf Kinder: Maryanne (1937–2023), Frederick Jr. (1938–1981), Elizabeth (* 1942), Donald (* 1946) und Robert (1948–2020). Bei der Geburt des letzten Sohnes in ihrem 36. Lebensjahr gab es Komplikationen, und es musste die Gebärmutter entfernt werden. Danach war sie längere Zeit ernsthaft krank.
Mary Anne Trump wurde als charmant, lebhaft und clever beschrieben. Sie begleitete ihren zunehmend erfolgreichen Ehemann bei gesellschaftlichen Anlässen. Ihre Einbürgerung in den USA erfolgte aus unbekannten Gründen erst 1942. In späteren Jahren, als ihr Sohn Donald das Geschäft des Vaters übernahm, trat sie in den Hintergrund.
1991 wurde sie im Alter von 79 Jahren in der Nähe ihres Hauses in Queens überfallen und schwer verletzt, was Beeinträchtigungen ihrer Sehfähigkeit und ihres Gehörs zur Folge hatte. Ihr Ehemann litt in seinen letzten Lebensjahren an der Alzheimer-Krankheit. Ein Jahr nach seinem Tod starb sie im Alter von 88 Jahren im selben Sanatorium.
Donald Trump schrieb in seiner Autobiographie The Art of the Deal (1987), sie habe – im Gegensatz zu seinem zurückhaltenden und bescheidenen Vater – einen ausgeprägten Sinn für das Dramatische und das Großartige gehabt, und er verdanke ihr einen Teil seines Talents als Entertainer.

## Kontroverse um die Herkunft
Die soziale Herkunft der Mutter Donald Trumps wurde lange verheimlicht. Es kursierte die Legende, sie habe sich auf einer Urlaubsreise in den USA befunden und sei durch ihre Schwester Catherine auf einer Party ihrem zukünftigen Ehemann Fred Trump vorgestellt worden. Danach sei sie wieder nach Schottland zurückgekehrt und habe mit Trump bis zur Hochzeit nur in Briefkontakt gestanden. Dies wurde erst im Mai 2016 durch einen Artikel in der schottischen Zeitung The National korrigiert. Ebenso wurde die Herkunft ihrer Schwiegereltern (Friedrich Trump und Elisabeth Christ) aus Deutschland bis in die 1980er Jahre (auch in Donald Trumps Autobiographie The Art of the Deal von 1987) verschwiegen und stattdessen die Fiktion verbreitet, sie seien aus Schweden eingewandert.
Mary Anne MacLeods Herkunft geriet im Mai 2016 in die Schlagzeilen, nachdem Donald Trump im Wahlkampf die These herausgestellt hatte, dass eine Flut von Einwanderern, die schlecht bezahlte Jobs annehmen, die Löhne in den USA niedrig halten und die Erwerbslosigkeit hochtreiben würden und dass die Einwanderung solcher Wirtschaftsflüchtlinge deshalb reguliert werden müsse. Der schottische Journalist Martin Hannan recherchierte und publizierte daraufhin die Herkunft von Trumps Mutter und äußerte dabei die Vermutung, es sei für den Präsidentschaftsbewerber eine „unbequeme Wahrheit“, dass seine eigene Mutter (und deren drei eingewanderte Schwestern sowie deren Ehemänner, also mehrere seiner Tanten und Onkel) genau in dieses Schema passten.